# ساهیل (سومالی‌لند)
ساهیل (به لاتین: Sahil) یک منطقهٔ مسکونی در سومالی‌لند است که در Sahil واقع شده‌است.